# Blue Star Ferries
 (juillet 2023).
Si vous disposez d'ouvrages ou d'articles de référence ou si vous connaissez des sites web de qualité traitant du thème abordé ici, merci de compléter l'article en donnant les références utiles à sa vérifiabilité et en les liant à la section « Notes et références ».
Blue Star Ferries (nom commercial de Blue Star Maritime SA) est une compagnie de navigation maritime grecque filiale du groupe Attica. Fondée en 1965 sous le nom de Strintzis Lines, la compagnie devient durant les années 1970 et 1980 une des plus importantes en Grèce et exploite des lignes maritimes en mer Adriatique mais aussi en mer Égée. Rachetée en 2000 par le groupe Attica, la compagnie prend le nom de Blue Star Ferries et devient une société sœur de Superfast Ferries. Aujourd'hui, l'entreprise exploite principalement sa flotte en mer Égée depuis Le Pirée vers les Cyclades, le Dodécanèse, les îles d'Égée-Septentrionale ainsi que la Crète en saison estivale.

## Histoire

### Strintzis Lines (1965-2000)
En 1965, la famille Strintzis, armateurs grecs originaires de Lixouri sur l'île de Céphalonie, fonde la compagnie Strintzis Lines, destinée à assurer le transport de passagers entre l'île et Patras. Le premier navire de l'armement est un petit car-ferry de 80 mètres construit à Perama, près d'Athènes, le Kefallinia. Pouvant transporter 600 passagers et 70 véhicules, il inaugure les activités de la compagnie en décembre 1965.
En juillet 1972, un nouvel itinéraire reliant les principales îles des Cyclades et d'Égée-Septentrionale est ouvert à l'aide du ferry Ionion, également construit à Perama. Affichant des dimensions similaires à celles du Kefallinia, sa capacité est toutefois plus importante.
En 1976, Strintzis Lines franchit un cap en ouvrant une ligne internationale entre la Grèce et l'Italie. À cet effet, la compagnie fait l'acquisition du navire canadien Leif Eirikson. Mis en service en 1964, ce car-ferry de 110 mètres pouvant transporter 750 passagers et 162 véhicules présente des caractéristiques inédites au sein de la flotte. Il inaugure l'itinéraire entre Patras, Igoumenitsa et Ancône sous le nom de Ionian Star. Une seconde ligne vers Brindisi sera par la suite ouverte en juin 1982, moyennant l'achat d'un navire aux caractéristiques voisines, le car-ferry français Compiègne, construit en 1958 et pouvant embarquer 830 passagers et 160 véhicules.
Tout au long des années 1980, Strintzis Lines va développer son réseau en mer Adriatique. En 1986, de nouvelles lignes sont ouvertes entre la Grèce, l'Italie et la Yougoslavie. L'année suivante, Strinzis rachète à la compagnie japonaise Taiheiyō Ferry le car-ferry Arkas. Reconverti pour le transport de 1 600 passagers et 600 véhicules, ses aménagements connaissent également des modifications afin de proposer un confort inégalé sur les lignes greco-italiennes. À sa mise en service en 1988, le nouveau Ionian Galaxy est le premier « cruise-ferry » de l'Adriatique. Il sera rejoint deux ans plus tard par son jumeau l‘Albireo qui connaîtra des transformations similaires et intégrera la flotte sous le nom de Ionian Island.
Cette période faste sera toutefois interrompue dans les années 1990. En raison des guerres de Yougoslavie, la compagnie est contrainte de fermer ses lignes reliant Split et Dubrovnik dès 1991. Au même moment, Strintzis Lines et les autres opérateurs de la mer Adriatique dont les compagnies Minoan Lines et ANEK Lines concluent une entente illégale sur leurs tarifs afin de créer un monopole sur les lignes greco-italiennes. Cet accord sera découvert quelques années plus tard par la Commission européenne et punie d'une taxe. En 1995, Stritzis Lines et Minoan Lines établissent un partenariat afin de faire face à l'arrivée des ferries rapides de dernière génération de la nouvelle compagnie Superfast Ferries capables de traverser l'Adriatique en seulement 20 heures. Ce partenariat prendra fin en décembre 1996 lorsque Minoan Lines commandera à son tour des navires rapides. En parallèle, Strintzis Lines poursuit le développement de ses lignes en mer Égée en y affectant le navire Superferry II, car-ferry belge de 120 mètres mis en service entre les îles de Rafina, Andros, Tinos, Mykonos et Syros.
Durant la seconde moitié des années 1990, Strintzis Lines subit de plein fouet la concurrence des navires rapides de Superfast et Minoan Lines, ses propres navires ne pouvant effectuer de traversées rapides en raison de leur faible vitesse de croisière. Toutefois, la société parvient à se maintenir sur l'Adriatique grâce à une politique tarifaire low cost. Des investissements sont également effectués pour le renouvellement de la flotte avec l'acquisition en 1998 de l'imposant ferry Varuna auprès de la compagnie japonaise Higashi Nihon Ferry, capable de naviguer à 24 nœuds, mais aussi avec la commande de cinq nouveaux ferries à grande vitesse, deux aux chantiers néerlandais Van der Giessen de Noord pour les lignes de l'Adriatique et un autre aux chantiers sud-coréens DSME prévus pour naviguer en mer Égée et un dernier au sein de ces mêmes chantiers destiné à la desserte des îles ioniennes.
Malgré une situation stable et un avenir prometteur, Strintzis Lines est rachetée en 2000 par le groupe Attica, propriétaire entre autres de la compagnie Superfast Ferries, qui acquiert 48% des parts de la société.

### Blue Star Ferries (depuis 2000)
Dès son arrivée à la tête de la compagnie, le groupe Attica opère quelques changements au sein de celle-ci. Tout d'abord, un nouveau nom commercial est créé, Blue Ferries, qui évoluera par la suite en Blue Star Ferries. Maintenu dans un premier temps à la tête du conseil d'administration de la compagnie, Gerasimos Strintzis quittera finalement l'entreprise en 2003 et créera une nouvelle société, Strintzis Ferries.

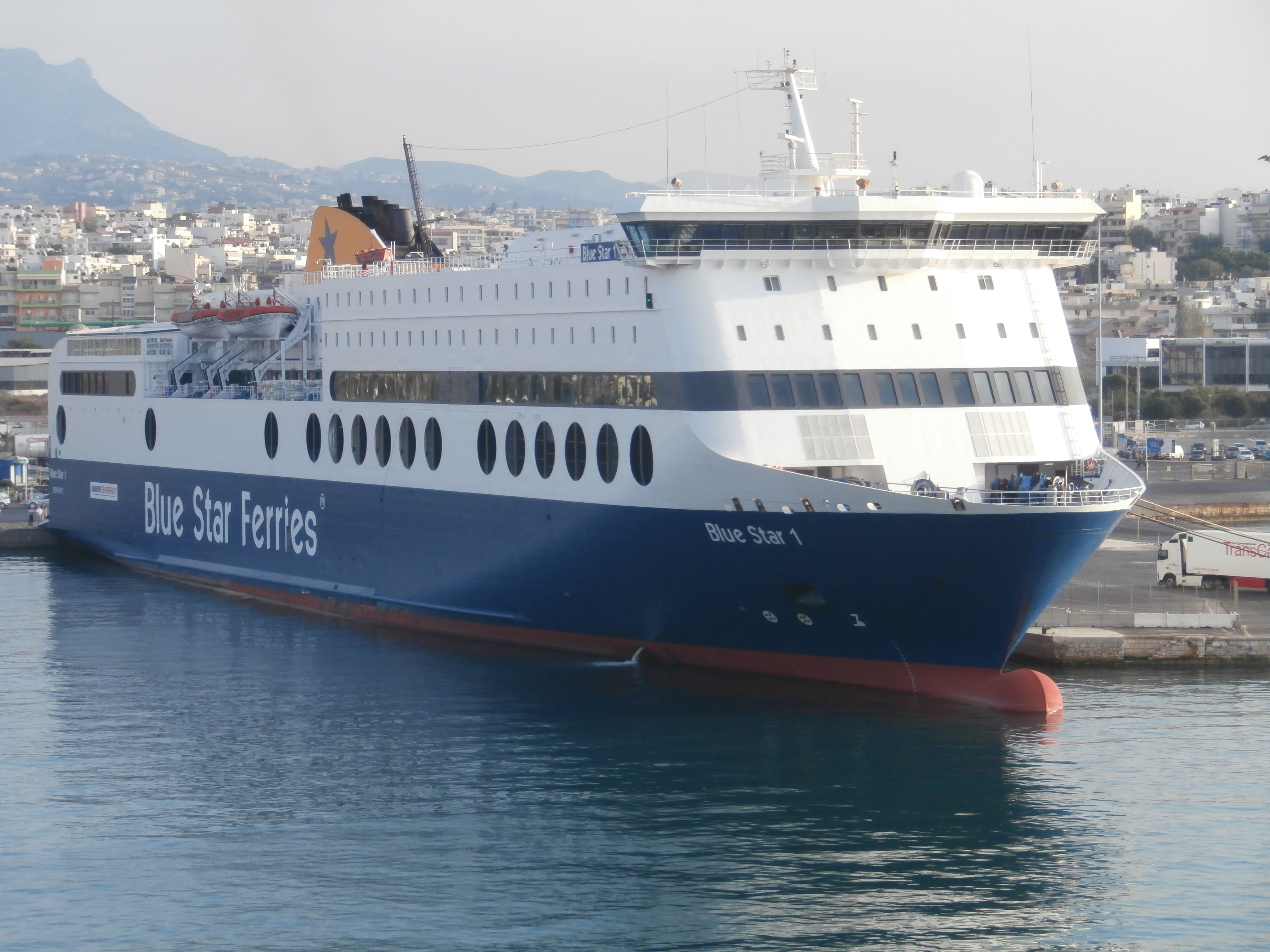
Le Blue Star 1, mis en service en 2000.

En juin 2000, Blue Star Ferries réceptionne les sister-ships Blue Star 1 et Blue Star 2, premiers des cinq navires commandés par Strintzis Lines. Avec leurs 176 mètres de long, leur capacité de 1 600 passagers et 640 véhicules mais aussi leur vitesse de 27 nœuds, ils rivalisent directement avec leurs concurrents de Minoan Lines et d'ANEK Lines. Mis en service simultanément entre Patras, Brindisi et Ancône, ils complètent l'offre de Superfast Ferries. Cette même année est mis en service le Blue Star Ithaki, petit car-ferry de 120 mètres livré par les chantiers DSME. Contrairement aux plans de Strintzis Lines qui prévoyait de l'affecter à la desserte des îles ioniennes, Blue Star Ferries décide finalement de le faire naviguer en mer Égée vers les Cyclades.
En 2006, Blue Star Ferries rachète les activités de la compagnie DANE Sea Line, transporteur exploitant principalement des lignes dans l'archipel du Dodécanèse qui avait fait faillite deux ans plus tôt. Blue Star récupère ainsi la flotte et les lignes de la défunte compagnie. Des trois navires que comptait DANE Sea Line, seul le Diagoras est conservé. Avec cette acquisition, Blue Star Ferries s'implante sur la desserte des îles d'Astypalée, Kalymnos, Kos et Rhodes.

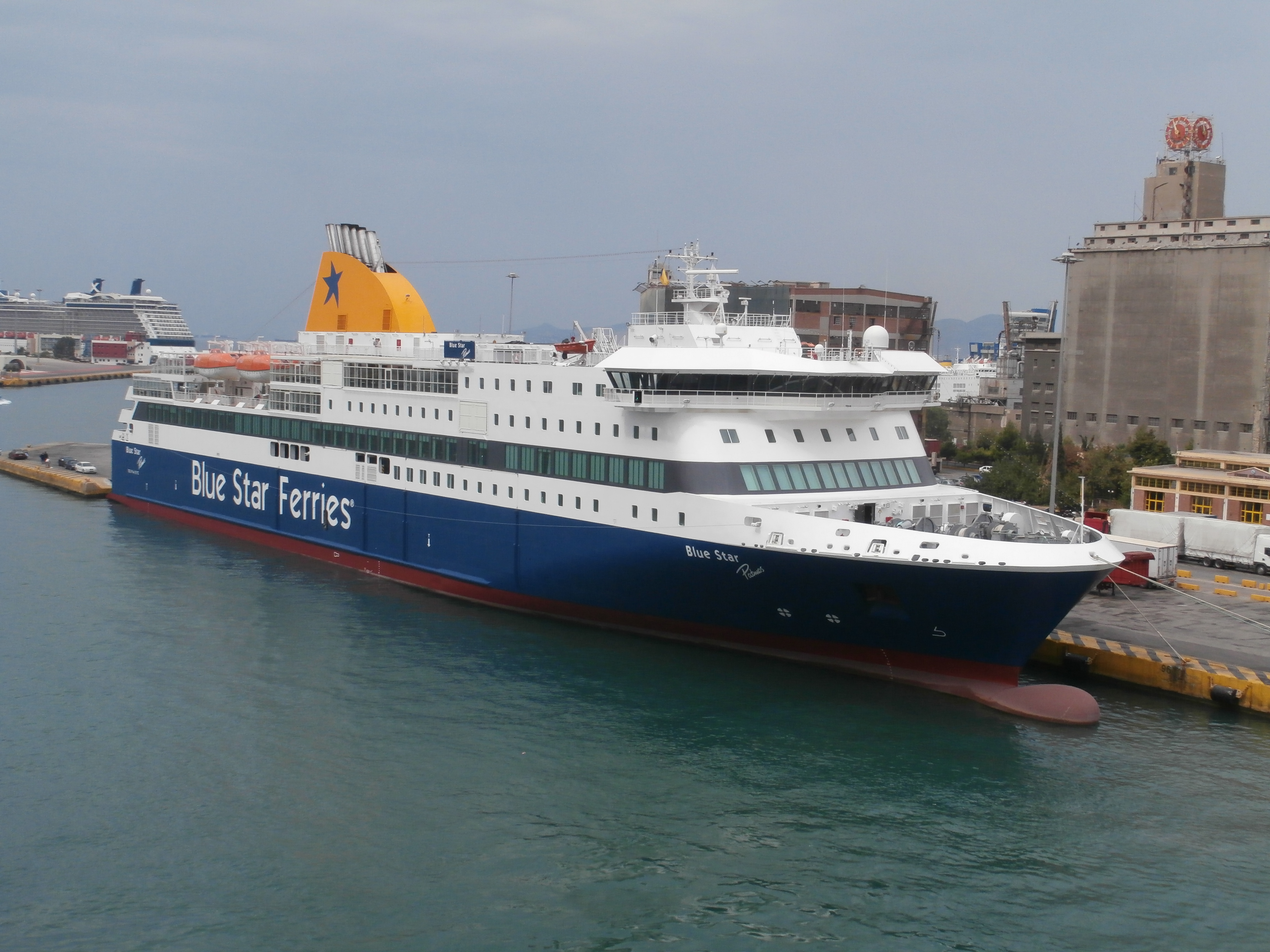
Le Blue Star Patmos, mis en service en 2012.

Entre janvier 2007 et septembre 2008, la compagnie s'installe brièvement sur le marché des lignes de l'Europe du Nord à la suite du retrait de Superfast Ferries. Le Blue Star 1 navigue ainsi temporairement entre la Belgique et l'Écosse avant que le groupe Attica ne décide finalement de mettre fin à ses services en mer du Nord.
Au début des années 2010, Blue Star Ferries interromps ses lignes régulières entre la Grèce et l'Italie afin de se concentrer sur les archipels de la mer Égée. Ses navires reviendront plusieurs fois de manière occasionnelle sur les lignes de l'Adriatique en remplacement des navires de Superfast Ferries lors de l'indisponibilité de ceux-ci. À cette même période, la compagnie renouvelle sa flotte en prenant livraison de deux car-ferries de taille modeste construits par les chantiers DSME, le Blue Star Delos en 2011 et le Blue Star Patmos l'année suivante. Tous deux sont principalement affectés à la desserte des Cyclades.
À partir de 2015, la compagnie ouvre deux lignes estivales régulières entre Le Pirée et la Crète. À l'occasion, un navire de grande capacité est acquis auprès d'ANEK Lines, le car-ferry Lefka Ori, 192 mètres de long, reconverti pour accueillir 1 740 passagers et 780 véhicules. Rebaptisé Blue Galaxy, il est mis en service sur la desserte de La Canée tandis que le Blue Horizon est affecté vers Héraklion. Par le passé, Blue Star Ferries avait plusieurs fois tenté de s'implanter sur les lignes vers la Crète, non sans grand succès.
En 2020, deux nouveaux navires entrent en flotte, les car-ferries Nissos Chios et Nissos Mykonos, transférés depuis la flotte de la société sœur Hellenic Seaways à celle de Blue Star. Présentant des caractéristiques voisines à celles des Blue Star Paros et Blue Star Naxos, ils sont rebaptisés Blue Star Chios et Blue Star Mykonos.
Entre 2021 et 2023, Blue Star Ferries affrète le Blue Star 1 à Irish Ferries, à l’issue de cet affrètement le navire retourne en Mer Égée

## La Flotte

### Flotte actuelle
| Navire            | Pavillon | Type         | Construction | Entrée en flotte | Tonnage    | Longueur | Largeur | Capacité  | Capacité  | Capacité          | Vitesse  | Statut     |
| Navire            | Pavillon | Type         | Construction | Entrée en flotte | Tonnage    | Longueur | Largeur | Passagers | Véhicules | Remorques         | Vitesse  | Statut     |
| ----------------- | -------- | ------------ | ------------ | ---------------- | ---------- | -------- | ------- | --------- | --------- | ----------------- | -------- | ---------- |
| Blue Star 1       |          | Ferry rapide | 2000         | 2000             | 29 858 UMS | 176,09 m | 25,70 m | 1 600     | 640       | 100               | 27 nœuds | En service |
| Blue Star 2       |          | Ferry rapide | 2000         | 2000             | 29 858 UMS | 176,09 m | 25,70 m | 1 600     | 640       | 100               | 27 nœuds | En service |
| Diagoras          |          | Ferry        | 1990         | 2006             | 15 362 UMS | 141,54 m | 23 m    | 1 200     | 400       | 900 m linéaires   | 21 nœuds | En service |
| Blue Star Patmos  |          | Ferry        | 2012         | 2012             | 18 664 UMS | 145,90 m | 23,20 m | 2 000     | 600       | 600 m linéaires   | 26 nœuds | En service |
| Blue Star Delos   |          | Ferry        | 2011         | 2011             | 18 498 UMS | 145,90 m | 23,20 m | 2 000     | 600       | 600 m linéaires   | 26 nœuds | En service |
| Blue Star Chios   |          | Ferry rapide | 2007         | 2020             | 13 955 UMS | 136,70 m | 21 m    | 1 800     | 420       | 530 m linéaires   | 27 nœuds | En service |
| Blue Star Myconos |          | Ferry rapide | 2005         | 2020             | 14 717 UMS | 136,70 m | 21 m    | 1 800     | 420       | 530 m linéaires   | 27 nœuds | En service |
| Blue Star Naxos   |          | Ferry        | 2002         | 2002             | 10 438 UMS | 123,80 m | 18,90 m | 1 500     | 240       | 350 m linéaires   | 24 nœuds | En service |
| Blue Star Paros   |          | Ferry        | 2002         | 2002             | 10 438 UMS | 123,80 m | 18,90 m | 1 500     | 240       | 350 m linéaires   | 24 nœuds | En service |
| Blue Carrier 1    |          | Roulier      | 2000         | 2019             | 13 073 UMS | 142,50 m | 23,20 m | 12        | -         | 1 562 m linéaires | 18 nœuds | En service |

### Anciens navires
| Navire            | Pavillon | Type                    | Construction | Période   | Tonnage    | Longueur | Largeur | Passagers | Véhicules         | Vitesse    | Statut |
| ----------------- | -------- | ----------------------- | ------------ | --------- | ---------- | -------- | ------- | --------- | ----------------- | ---------- | --- |
| Blue Galaxy       |          | Ferry                   | 1992         | 2015-2024 | 29 992 UMS | 192 m    | 27 m    | 1 780     | 780               | 26 nœuds   | Transféré au sein d'ANEK Lines. |
| Blue Horizon      |          | Ferry                   | 1987         | 1998-2023 | 27 230 UMS | 187,13 m | 27 m    | 1 510     | 870               | 23,5 nœuds | Transféré au sein d'ANEK Lines. |
| Fast Ferry Andros |          | Ferry                   | 1989         | 2017-2018 | 4 682 UMS  | 114,73 m | 20,20 m | 495       | 160               | 19,5 nœuds | Restitué à son propriétaire |
| Med Star          |          | Roulier                 | 1978         | 2017      | 16 776 UMS | 151,94 m | 23,50 m | 12        | 1 650 m linéaires | 17 nœuds   | Endommagé à la suite d'un incendie. Démoli à Aliağa en 2017. |
| Blue Star Ithaki  |          | Ferry                   | 2000         | 2000-2014 | 10 193 UMS | 123,80 m | 18,90 m | 1 500     | 200               | 24 nœuds   | Navigue actuellement pour la compagnie canadienne Bay Ferries sous le nom de Fundy Rose. |
| Superferry II     |          | Ferry                   | 1974         | 1992-2011 | 8 789 UMS  | 118,01 m | 19,21 m | 1 300     | 270               | 22 nœuds   | Navigue actuellement pour le compte de la compagnie grecque Golden Star Ferries. |
| Rodos             |          | Ferry                   | 1973         | 2006      | 10 298 UMS | 131,98 m | 22,70 m | 1 400     | 400               | 19,5 nœuds | Acquis lors du rachat de la compagnie DANE Sea Line. Revendu à la démolition à Alang. |
| Patmos            |          | Ferry                   | 1972         | 2006      | 7 840 UMS  | 137,85 m | 23,39 m | 1 650     | 343               | 21,7 nœuds | Acquis lors du rachat de la compagnie DANE Sea Line. Revendu à la démolition à Alang. |
| Sea Jet 2         |          | Navire à grande vitesse | 1998         | 1998-2006 | 499 UMS    | 42 m     | 10 m    | 400       | -                 | 39 nœuds   | Navigue actuellement en mer Égée pour le compte d'un autre armateur grec. |
| Kefalonia         |          | Ferry                   | 1975         | 1995-2004 | 3 924 UMS  | 120,80 m | 17,20 m | 1 100     | 260               | 21 nœuds   | Vendu à Strintzis Ferries. Navigue actuellement pour la compagnie grecque Levante Ferries. |
| Blue Sky          |          | Ferry                   | 1974         | 1998-2004 | 19 539 UMS | 163,99 m | 24,01 m | 1 100     | 600               | 22,5 nœuds | A terminé sa carrière sous le nom de Ionian Sky pour le compte de la compagnie Agoudimos Lines. Démoli à Aliağa en 2020.                                                                                     |
| Blue Bridge       |          | Ferry                   | 1976         | 1997-2004 | 16 537 UMS | 141,97 m | 23,42 m | 900       | 650               | 18,5 nœuds | Navigue actuellement en mer Rouge sous le nom de Duba Bridge. |
| Sea Jet 1         |          | Navire à grande vitesse | 1998         | 1998-2003 | 499 UMS    | 42 m     | 10 m    | 400       | -                 | 39 nœuds   | Navigue actuellement en mer Égée pour le compte de l'armateur Champion Jet Maritime. |
| Blue Aegean       |          | Ferry                   | 1972         | 1991-2002 | 15 127 UMS | 137,85 m | 23,42 m | 1 200     | 330               | ?          | A terminé sa carrière en mer Rouge pour le compte d'un armateur saoudien sous le nom de Mahabbah. |
| Blue Island       |          | Ferry                   | 1973         | 1989-2001 | 18 858 UMS | 167,24 m | 24,01 m | 1 500     | 600               | 19 nœuds   | A terminé sa carrière dans le golfe Persique pour le compte de l'armateur Marco Shipping sous le nom de Merdif 1.                                                                                            |
| Blue Galaxy       |          | Ferry                   | 1972         | 1987-2001 | 17 691 UMS | 167,24 m | 24,01 m | 1 612     | 600               | 19 nœuds   | A terminé sa carrière dans le golfe Persique pour le compte de l'armateur Marco Shipping sous le nom de Merdif 2.                                                                                            |
| Ionian Sun        |          | Ferry                   | 1969         | 1986-2001 | 7 311 UMS  | 118,32 m | 17,84 m | 1 380     | 230               | 20 nœuds   | A terminé sa carrière dans le golfe Persique pour le compte de l'armateur Marco Shipping sous le nom de Merdif. Démoli à Alang en 2004.                                                                      |
| Eptanisos         |          | Ferry                   | 1965         | 1985-2000 | 2 963 UMS  | 105,01 m | 17,07 m | 1 200     | 140               | 21 nœuds   | A terminé sa carrière en mer Adriatique pour le compte de la compagnie Ventouris Ferries sous le nom de Pollux. Démoli à Gadani en 2004.                                                                     |
| Ionian Star       |          | Navire mixte            | 1992         | 1994-1999 | 19 308 UMS | 150,43 m | 23,40 m | 1 000     | 900               | 19 nœuds   | Vendu à La Méridionale. Navigue actuellement sous le nom de Dénia Ciutat Creativa pour le compte de la compagnie espagnole Balearia.                                                                         |
| Delos             |          | Ferry                   | 1965         | 1986-1997 | 3 444 UMS  | 104,86 m | 17,68 m | 1 380     | 180               | 19 nœuds   | A terminé sa carrière en Indonésie sous le nom de Adina Lestari 102. Rayé des listes en 2011. |
| Ionian Express    |          | Ferry                   | 1975         | 1994-1995 | 13 275 UMS | 153 m    | 22,34 m | 810       | 150               | 19 nœuds   | Détruit par un incendie lors de travaux de transformations. Déclaré en perte totale et démoli à Aliağa. |
| Ionian Sea        |          | Ferry                   | 1968         | 1988-1994 | 5 257 UMS  | 126,35 m | 19,21 m | 1 165     | 220               | ?          | A terminé sa carrière en Grèce sous le nom de Leros. Démoli à Aliağa en 2001. |
| Kefallinia        |          | Ferry                   | 1965         | 1965-1993 | 2 375 UMS  | 82 m     | 11,15 m | 600       | 70                | 15 nœuds   | A terminé sa carrière en Tanzanie sous le nom de Zahara pour la compagnie Victoria Passenger Marine Transport. Démoli en 2005.                                                                               |
| Ambrose           |          | Ferry                   | 1968         | 1991      | 9 934 UMS  | 120,61 m | 21,04 m | 780       | 160               | 16 nœuds   | Revendu peu de temps après son acquisition, n'a jamais navigué pour la compagnie. |
| Ishikari          |          | Ferry                   | 1974         | 1990-1991 | 12 583 UMS | 188,40 m | 23,98 m | 607       | 100               | 21,5 nœuds | Devait intégrer la flotte sous le nom de Ionian Sea mais a finalement été vendu à Minoan Lines. A terminé sa carrière au sein de la compagnie grecque Endeavour Lines sous le nom de Kritos. Démoli en 2011. |
| Ionian Harmony    |          | Ferry                   | 1967         | 1989-1990 | 5 223 UMS  | 126,35 m | 19,20 m | 758       | 350               | 19 nœuds   | A terminé sa carrière en tant que navire de croisières sous le nom de The Calypso. Démoli à Alang en 2013.                                                                                                   |
| Ionian Star       |          | Ferry                   | 1964         | 1976-1990 | 3 625 UMS  | 110,20 m | 17,60 m | 750       | 162               | 20,5 nœuds | A terminé sa carrière en Chine sous le nom de Tian Kun. Démoli en 2001. |
| Ionian Glory      |          | Ferry                   | 1958         | 1981-1989 | 3 670 UMS  | 115,02 m | 18,34 m | 1 000     | 160               | 17 nœuds   | A terminé sa carrière en Égypte sous le nom de Al Amirah. Démoli à Alexandrie en 2012. |
| Ionian Victory    |          | Ferry                   | 1968         | 1984-1986 | 7 708 UMS  | 115,70 m | 18,02 m | 1 400     | 180               | 18 nœuds   | A terminé sa carrière en Chine sous le nom de Jin Hu. Démoli à Xinhui en 2004. |
| Ionion            |          | Ferry                   | 1972         | 1972-1978 | 3 350 UMS  | 86,70 m  | 14,50 m | 870       | 75                | 19 nœuds   | Vendu à la compagnie grecque Minas Stathakis & Vassilios Manoussos. Échoué le 6 octobre 1992 puis coulé les jours suivants.                                                                                  |

## Lignes desservies

### Continent -Cyclades-Dodécanèse-Égée-Septentrionale
Les navires de Blue Star Ferries assurent toute l'année des liaisons entre les différents archipels de la mer Égée depuis le port du Pirée.
| Ligne | Navires                             |
| --- | ----------------------------------- |
| Le Pirée - Paros - Naxos - Ios - Santorin | Blue Star Delos et Blue Star Patmos |
| Le Pirée - Syros - Paros - Naxos - Iraklia - Schinoussa - Donoussa - Koufonissia - Amorgós - Astypalée                                                  | Blue Star Naxos                     |
| Le Pirée - Syros - Tinos - Mykonos | Blue Star Paros                     |
| Le Pirée - Paros - Naxos - Ikaria - Samos | Blue Star Patmos                    |
| Le Pirée - Syros - Amorgós - Patmos - Leros - Kos - Rhodes                                                                                              | Blue Star 2                         |
| Le Pirée - Astypalée - Fourni - Ikaria - Patmos - Lipsi - Leros - Kalymnos - Kos - Nissiros - Tilos - Symi - Rhodes - Kassos - Karpathos - Kastellórizo | Blue Star Chios et Blue Star Patmos |
| Le Pirée - Santorin - Samos - Kos - Symi - Rhodes | Blue Star 1                         |
| Le Pirée - Santorin - Anafi - Patmos - Lipsi - Kalymnos - Kos - Rhodes                                                                                  | Blue Star Chios                     |
| Le Pirée - Chios - Mytilène | Diagoras                            |
| Le Pirée - Mykonos - Patmos - Ikaria - Fourni - Samos - Chios - Inousses - Mytilène - Lemnos - Kavala                                                   | Blue Star Myconos                   |
| Le Pirée - Mykonos- Chios - Lesbos | Blue Star Chios                     |
| Le Pirée - Syros - Patmos - Ikaria - Fourni - Samos - Chios - Mytilène - Lemnos - Kavala                                                                | Diagoras                            |

### Continent -Crète
En complément de la desserte des Cyclades, du Dodécanèse et de l'Égée-Septentrionale, Blue Star Ferries assure également des rotations vers la Crète en saison estivale.
| Ligne                | Navires      |
| -------------------- | ------------ |
| Le Pirée - Héraklion | Blue Horizon |
| Le Pirée - La Canée  | Blue Galaxy  |

Occasionnellement, Blue Star Ferries effectue des traversées en mer Adriatique, principalement en remplacement des navires de Superfast Ferries entre la Grèce et l'Italie.